# Kurpfälzisches Kammerorchester

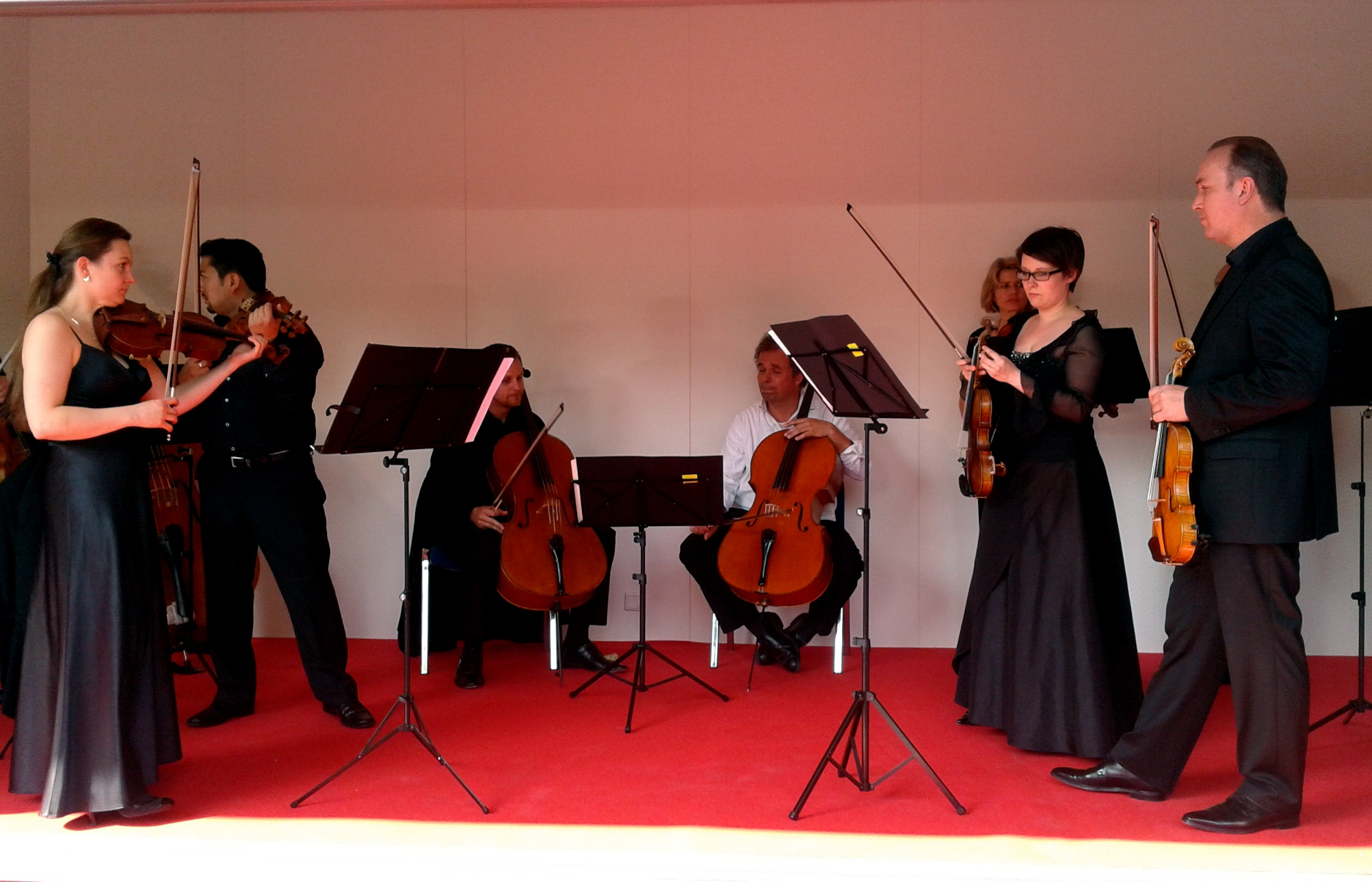
Musiker des Kurpfälzischen Kammerorchesters

Das Kurpfälzische Kammerorchester wurde 1952 vom ehemaligen Generalmusikdirektor des Mannheimer Nationaltheaters Eugen Bodart gegründet. Es ist ein Kammerorchester mit 14 fest angestellten Musikern. Es sieht sich als Nachfolger der Hofkapelle der Kurfürsten von der Pfalz und widmet sich der Pflege der Mannheimer Schule. Das Orchester veranstaltet eine Konzertreihe im Rittersaal des Mannheimer Schlosses.
Das Orchester wird von den Ländern Baden-Württemberg und Rheinland-Pfalz, den Städten Mannheim und Ludwigshafen am Rhein sowie dem Bezirksverband Pfalz finanziert. Hinzu kommen Spenden und Orchesterpatenschaften von bedeutenden Unternehmen der Metropolregion Rhein-Neckar sowie die kontinuierliche Unterstützung eines Fördervereins.
Das Orchester ist organisiert als ein eingetragener Verein, dessen Vorsitzender Dietmar von Hoyningen-Huene ist. Der Verein verfolgt das Ziel, durch Konzerte, Rundfunk- und CD-Aufnahmen die Pflege der Musik, insbesondere der Mannheimer Schule zu fördern und zum Allgemeingut zu machen.

## Geschichte
Sein erstes offizielles Konzert gab das Kammerorchester im März 1952 im Mannheimer Wartburg-Hospiz. Zuvor hatte es einige Testkonzerte, insbesondere in der Ladenburger St.-Gallus-Kirche gegeben. Jean Sibelius hatte den Ehrenvorsitz des jungen Orchesters übernommen. Der Süddeutsche Rundfunk zeichnete dieses Konzert auf. Die Reaktionen in der regionalen Presse waren sehr positiv. Das Notenmaterial stammte aus der Fürstlich-Leiningischen Hofbibliothek Amorbach, der Bibliothek der Fürsten von Oettingen-Wallerstein, der Thurn & Taxis’schen Hofbibliothek Regensburg und der Bayerischen Staatsbibliothek München. Durch den engen Kontakt mit dem Süddeutschen Rundfunk wurde das Kurpfälzische Kammerorchester zum Gründungsorchester der Schwetzinger Festspiele. Erster Geschäftsführer wurde der Geiger Curt Werner. Für ihr Schaffen wurde das Orchester 2006 mit dem Johann-Wenzel-Stamitz-Preis der Künstlergilde Esslingen ausgezeichnet.

## Chefdirigenten
- Eugen Bodart (1952–1958)
- Wolfgang Hofmann (1959–1987)
- Klaus Peter Hahn (1987–1991)
- Jiří Malát (1992–2002)
- Florian Heyerick (2002–2004)
- Wolfram Christ (2004–2008)
- Stefan Fraas (2009–2012)
- Johannes Schlaefli (2013–2019)
- Paul Meyer (seit 2019)[3]